# Rheinland (Schiff, 1910)
Die Rheinland war ein Großlinienschiff (Schlachtschiff) der Kaiserlichen Marine. Benannt war sie nach der preußischen Provinz Rheinland.

## Geschichte
Die Rheinland wurde als Ersatz für das vor der Ausmusterung stehende, über 25 Jahre alte Panzerschiff Württemberg der Sachsen-Klasse in den Marinehaushalt eingeplant. Ebenso wie ihre Schwesterschiffe Westfalen, Nassau und Posen, die ebenfalls veraltete Panzerschiffe ersetzten und alle nach preußischen Provinzen benannt waren.

### Konstruktion und Bau
Die Nassau-Klasse wird häufig als typischer „Antwortbau“ auf die britische Dreadnought und auf die amerikanische South-Carolina-Klasse verstanden. Dies entspricht jedoch nicht den Tatsachen. Die Planungen für die vier Schiffe dieser Klasse reichen bis ins Jahr 1904 zurück. Die Kaiserliche Marine hatte, ebenso wie die britische und die amerikanische, schon länger erkannt, dass die Probleme der Koordination von Geschützen verschiedener Kaliber durch den Übergang zu einem Schlachtschiff mit einheitlichem Geschützkaliber gelöst werden können. Zudem verdeutlichte die Seeschlacht bei Tsushima im Mai 1905, dass bei zukünftigen Konflikten mit einer erheblich größeren Schussweite der Kanonen gerechnet werden musste. Damalige Annahmen gingen von einer durchschnittlichen Gefechtsentfernung von ca. 2000 bis 3000 Meter aus, während bei Tsushima der Kampf auf 7000 bis 8000 Meter stattfand.
Die sechs Geschütztürme der Rheinland waren in Hexagonalaufstellung eingebaut. Dies hatte den Nachteil, dass bei insgesamt zwölf Geschützrohren des Kalibers 28 cm nur acht gleichzeitig nach den Seiten hin feuern konnten; nach vorn und nach achtern waren es demgegenüber sechs. Andererseits verfügte man so über eine so genannte Feuerleereserve. Wären im Gefecht die Türme der einen Schiffseite zerstört worden, hätten nach einem Wendemanöver oder im Mêlée noch die der anderen Seite eingesetzt werden können. Doch wurde diese Reserve mit den zunehmenden Gefechtsentfernungen obsolet, da auch die Türme in Feuerlee durch steil einfallende Geschosse gefährdet waren.
Ein Grund für diese ungünstige Aufstellung war der Umstand, dass die Rheinland und ihre drei Schwesterschiffe mit konventionellen Kolbendampfmaschinen ausgerüstet werden mussten. Die Bauhöhe der Maschinen ließ es nicht zu, die mittleren Geschütztürme auf der Mittellinie des Schiffskörpers einzubauen, von wo aus sie nach beiden Seiten hätten feuern können. Eine sogenannte „überhöhte Endaufstellung“, d. h. vor und hinter den Maschinen wie bei der South-Carolina-Klasse, bei der ein Turm über den anderen hinwegfeuern konnte, wurde verworfen, weil man befürchtete, dass beim Feuern über die Schiffsenden der entstehende Gasdruck zu Schäden am unteren, überfeuerten Turm führen könnte. Erst bei der Planung der späteren Kaiser-Klasse waren diese Bedenken zerstreut.
Ein weiterer Grund war, dass Alfred von Tirpitz großen Wert auf eine starke Rundumfeuerkraft legte, da er Nahkämpfe zwischen Schlachtschiffen nach wie vor für möglich hielt. Um die Breite des Rumpfes in Grenzen zu halten, waren anfangs seitliche Einzeltürme eingeplant, die beim endgültigen Entwurf aber durch Doppeltürme ersetzt wurden, da das Verhältnis zwischen der Feuerkraft und dem Gewicht von Türmen und Panzerung sonst zu ungünstig gewesen wäre. Der dadurch bedingte große Abstand zwischen der Außenwand des Rumpfes und dem Torpedoschott verbesserte die Standfestigkeit gegen Unterwassertreffer durch Minen und Torpedos.
Wegen der großen Rumpfbreite nahm man anfangs an, auf Schlingerkiele verzichten zu können. Während der Erprobungen stellte sich jedoch heraus, dass es auf bestimmten Kursen zu einer Synchronität mit der Dünung der Nordsee kam, was heftige Rollbewegungen des Schiffes verursachte. Durch den nachträglichen Anbau der Schlingerkiele wurden die Schiffsbewegungen wesentlich ruhiger, was auch einen positiven Einfluss auf die Zielgenauigkeit der Geschütze hatte – zugleich verringerte sich die Schiffsgeschwindigkeit um 0,8 kn.

## Einsatz

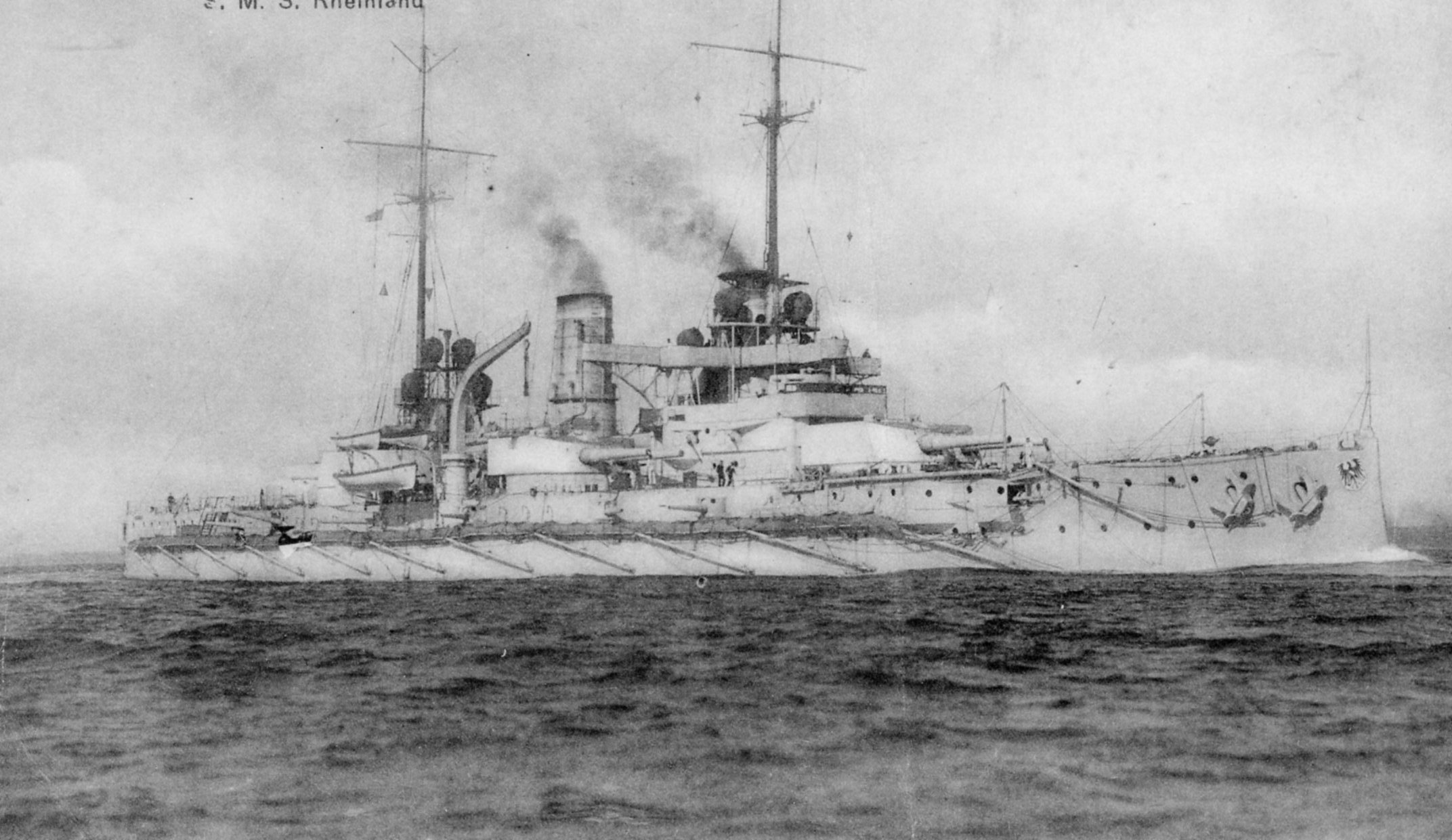
Die Rheinland auf einer Feldpostkarte

### Erster Weltkrieg
Die Rheinland hat bei vielen Unternehmen der Kaiserlichen Marine in der Nordsee mitgewirkt. Höhepunkt war ihre Beteiligung an der Skagerrakschlacht, in der sie durch zwei 15,2 cm Granattreffer der Mittelartillerie beschädigt wurde. Zehn Tote und 20 Verwundete waren auf dem Schiff zu beklagen.

#### Liste der Einsätze
- 6. – 20. August 1915: Vorstoß in die Rigaer Bucht
- 5. – 6. März 1916: Erfolgloser Vorstoß in die Hoofden
- 25. – 26. März 1916: Abwehr eines britischen Angriffs auf die Luftschiffhallen von Tondern
- 24. April 1916: Fernsicherung der Großen Kreuzer, die Great Yarmouth und Lowestoft beschossen.
- 31. Mai 1916: Skagerrakschlacht
- 18. – 19. August 1916: Erfolgloser Vorstoß in die Nordsee
- 22. Februar – 11. April 1918: Teilnahme an der Finnland-Intervention

## Strandung und Bergung beim Finnland-Unternehmen
Die Rheinland verließ am 11. April 1918 morgens um 04.00 Uhr den Hafen von Eckerö zum Marsch nach Reval. Um 07.30 lief das Schiff im Nebel infolge starker Stromversetzung auf 59° 51′ N, 19° 55′ O mit ca. 15 kn auf einen Unterwasserfelsen nahe dem Leuchtturm von Lagskär, wobei zwei Besatzungsangehörige starben. Das Schiff saß zu zwei Drittel auf und der Tiefgang betrug vorn statt 8,75 m nur noch 6,70 m und achtern statt 8,66 m nur 7,20 m, d. h. es ragte 2 m höher aus dem Wasser als bei normaler Einsatzverdrängung.
Nachdem die Marine anfangs Überlegungen anstellte, die Bergung einer zivilen Firma zu übertragen, entschied sie sich nach ausgiebiger Begutachtung durch den Marine-Baurat Horst Ahnhudt der Kaiserlichen Werft Kiel für ein Abbergen in Eigenregie. Die Bergungsdauer wurde auf 10 bis 12 Wochen geschätzt. Dazu wurden zuerst alle erreichbaren gefluteten Räume gelenzt und weitgehend mit Beton und Leckpolstern abgedichtet. Der Druck des Schiffes auf den Felsen betrug ca. 4.000 t, der Auftriebsverlust 3.600 t, d. h. der Unterschied zwischen Schiffsgewicht und Auftrieb mithin 7.700 t. Um das Schiff nur einen halben Meter anzuheben, benötigte man eine Hebekraft von ca. 1.500 t, was ein Gesamtgewicht von 9.200 t ergab. Folglich konnten die zusätzlichen Reserven nur durch Leckabdichtung, Leichterung und Hebekästen erzielt werden. Die erste Leichterung umfasste 2.921 Tonnen: 1.758 t Kohle, 657 t Munition, 381 t Inventar und 85 t Mannschaften mit Utensilien. Wertvolle Hilfe leistet dabei das Werkstattschiff Bosnia, später traf das Kranschiff Viper, ein ehemaliges Panzerkanonenboot der Wespe-Klasse, ein und begann mit dem Abbau der Panzerplatten, Geschütze und Geschütztürme. Insgesamt wurden ca. 6.400 Tonnen geleichtert. Von der Werft AG Weser kamen sechs Schwimmkästen mit einer Hebekraft von je 650 Tonnen – also insgesamt 3.900 t – was aber für die nach Abzug der geleichterten Gewichte für die immer noch ca. 6.300 t Schiffsgewicht nicht ausreichend war. Daher mussten vier weitere Schwimmkästen mit einer Hebekraft von je 750 Tonnen gebaut werden. Diese trafen am 16. Juni 1918 in Mariehamn ein und wurden unverzüglich an dem Havaristen befestigt. Das Aufschwimmen begann am 7. Juli und am 8. Juli kam die Rheinland frei.

## Verbleib
Nach der Notreparatur in Mariehamn wurde das Linienschiff mit Schlepperhilfe am 24. Juli 1918 nach Kiel überführt. Angesichts der Schwere der Schäden und der allgemeinen Situation verzichtete man auf eine Wiederherstellung. So erfolgte am 4. Oktober 1918 die Außerdienststellung und Verwendung als Wohnschiff. Als Kriegsbeute durch den Versailler Vertrag Großbritannien zugesprochen, musste die Rheinland als Schiff „F“ ausgeliefert werden und wurde am 29. Juli 1920 nach den Niederlanden zum Abwracken überführt.

## Kommandanten
| Dienstgrad       | Name                        | Kommandozeit                    |
| ---------------- | --------------------------- | ------------------------------- |
| Kapitän zur See  | Albert Hopman               | April 1910 – August 1910        |
| Korvettenkapitän | Wilhelm Bunnemann           | September 1910                  |
| Kapitän zur See  | Albert Hopman               | September 1910 – September 1911 |
| Kapitän zur See  | Richard Engel               | Oktober 1911 – August 1915      |
| Kapitän zur See  | Heinrich Rohardt            | August 1915 – Dezember 1916     |
| Kapitän zur See  | Johann von Lessel           | Dezember 1916 – August 1917     |
| Korvettenkapitän | Theodor von Gorrissen i. V. | August 1917 – September 1918    |
| Kapitän zur See  | Ernst Toussaint             | September 1918                  |
| Fregattenkapitän | Friedrich Berger            | September – Oktober 1918        |